# 环境地理学

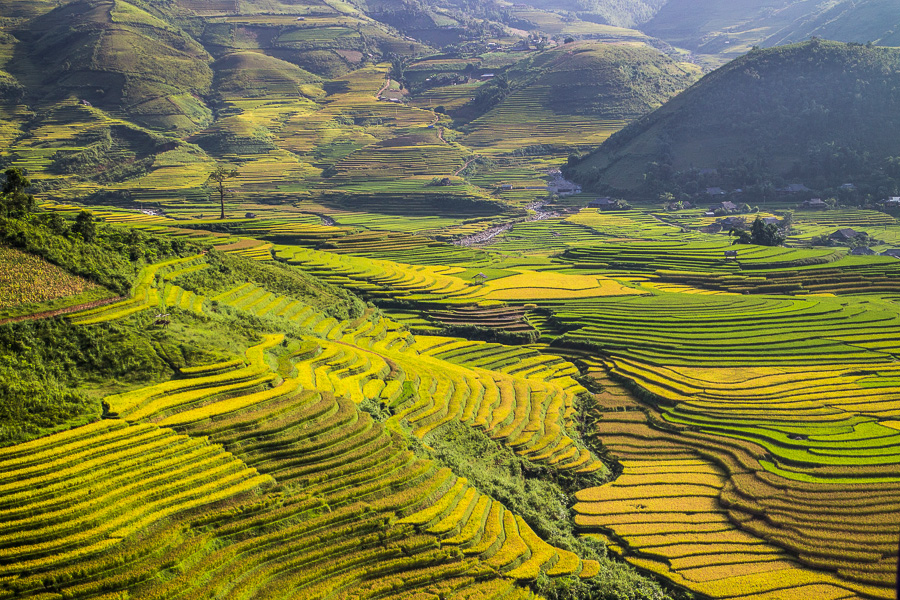
位于越南延贝省MùCangChải区的水稻梯田。

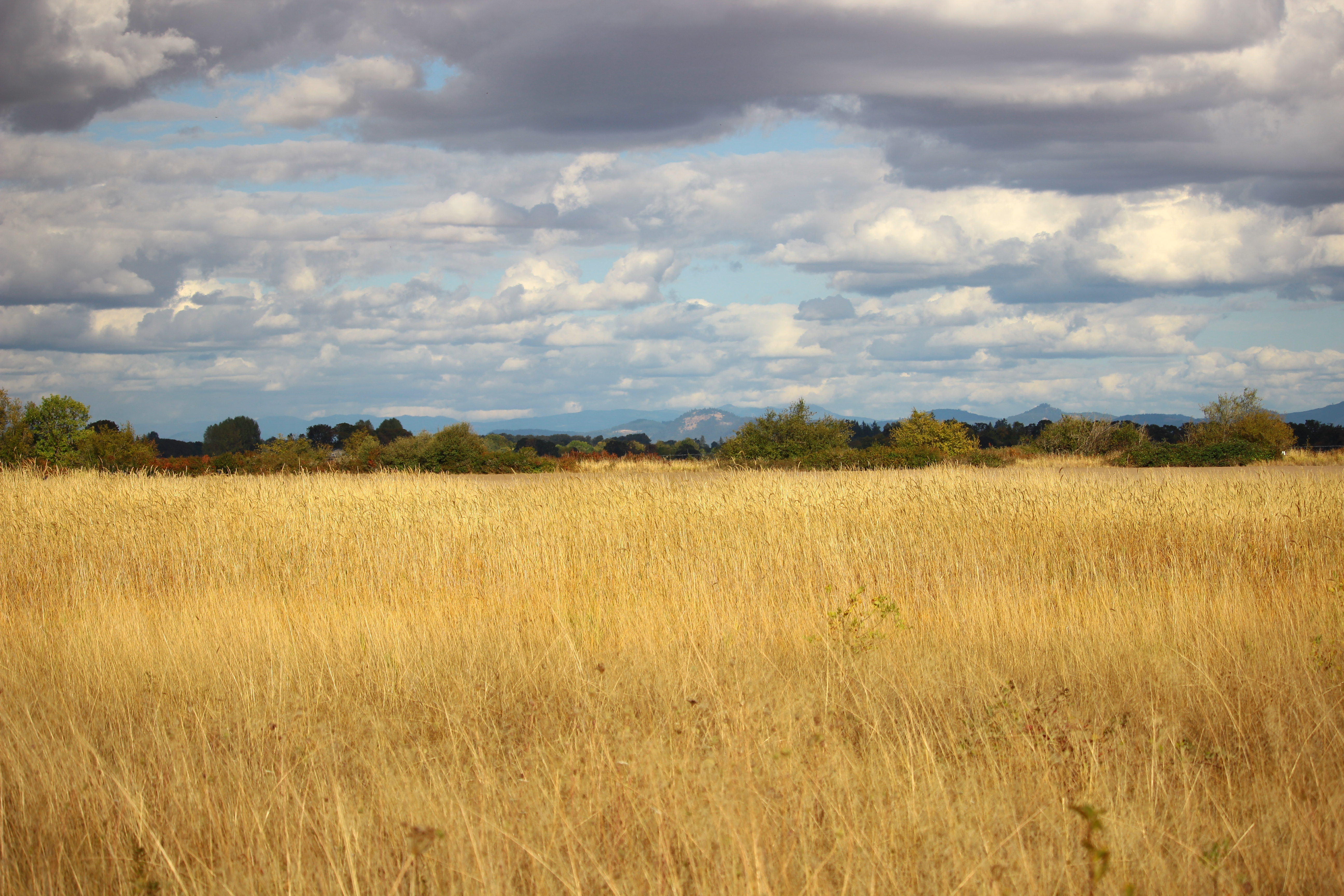
位于美国俄勒冈州的野生动物保护区。

环境地理学（英語：environmental geography），也称为人类－环境地理学（human–environment geography），是地理学的一个分支，描述和解释了个人或社会与其自然环境之间在空间方面的相互作用,，这些相互作用称为人与环境的耦合系统。 综上所述，环境地理学涉及人与自然以及我们如何影响环境和地球。
环境地理学作为自然地理学核心的部分，一般是以人—地系统为主要研究对象的学科。环境即指人类为中心的自然条件（气象气候、水文、植被、土壤、地貌等）复合系统，运用系统工程原理和方法，研究可持续发展与环境复合系统结构、功能、动态变化与协调平衡机制，深入研究该复合系统的理论和方法，揭示其自然规律，为人类生存和发展服务。环境地理学的成果在人类居住地（城市、村镇等）规划建设、农业生产、海洋产业、水利、气象气候等人类生产生活活动中得到广泛应用。
环境地理学不能简单地看作自然科学的一个分支，其理论和成果与我们的生产、生活活动息息相关。

## 焦点
人与自然地理之间的联系比现在更加明显。 随着人类对世界的经验越来越多地由技术来调节，人类与环境之间的关系常常变得模糊。 因此，环境地理学环境代表了一套至关重要的分析工具，用于评估人类生存对环境的影响。 这是通过测量人类在自然地形和周期上的活动结果来完成的。 获得这些信息的方法包括遥感和地理信息系统（GIS）。 环境地理学有助于我们从与人的关系方面来思考环境。 借助环境地理学，我们可以分析不同的社会科学和人文视角，并将其用于理解人的环境过程。 因此，它被认为是地理学的第三分支，其他分支是自然地理学和人文地理学。